# Takayuki Funayama
Takayuki Funayama (født 6. maj 1987) er en japansk fodboldspiller, som spiller for den japanske fodboldklub JEF United Chiba.